# Château de Corbère
Le château de Corbère est un château médiéval situé sur la commune de Corbère.

## Histoire
Bien qu'il ne soit mentionné pour la première fois qu'en 1241 (castrum et forcia de Corbaria), le début de la construction du château remonte probablement au XIIe siècle. Il est agrandi et remanié au XIIIe siècle puis au XVIe siècle.
Il fut ensuite habité par les familles de Llupia en 1588, de Villanova-Caramanyen en 1666, de Boisembert en 1680, période durant laquelle les litiges avec les villageois se  complexifièrent par l’application de plus en plus difficile des droits seigneuriaux, et cela jusqu’à la révolution.
Au cours du XIXe siècle, le château a appartenu à la famille de Vilar ; après la Seconde Guerre mondiale, le château inhabité, tomba peu à peu en ruine avant d’être totalement pillé. 
Ce n’est qu’en 1970, qu’un éditeur parisien, M. André Thiébaut architecte D.P.L.G, entreprit de le sauver en le restaurant entièrement avec l’aide de l’historien et archéologue, Pierre Ponsich : Remaniement des toitures en toits terrasses, réfection totale des charpentes et planchers à la française, ravalement et reprise des baies en briques d’époque 19e avec restitution des fenêtres en pierres géminées d’origine.
Il y vécut avec sa famille durant une vingtaine d’années ; sa femme Madeleine Thiébaut, artiste, y présentait ses œuvres et ceux d’artistes catalans lors de nombreuses manifestations.
Acheté par la Chambre de Commerce et d'industrie de Perpignan, il fut ensuite revendu à un médecin américain qui y effectua de très importantes rénovations depuis son acquisition en 1995. Le château est à vendre depuis 2012.
Fin 2021, le château est racheté pour 3,2 millions d'euros par un couple de quadragénaires français.
Le château est inscrit « monument historique » depuis 1974.

## Architecture
Une partie des murs du château a été intégrée dans l'enceinte des remparts de Corbère lors de son remaniement au XIIIe siècle ou au XIVe siècle et est encore visible de nos jours. Les salles basses voutées du rez-de-chaussée ont aussi gardé l'aspect de cette époque.
Un margelle de puits située dans la cour et datant du XVe siècle porte le nom inscrit en lettres gothiques d'un des anciens propriétaires du château et seigneur de Corbère jusqu'en 1474, Bernard d'Oms.
Son architecture puise ses sources dans celle de l’architecture catalane médiévale et présente des similitudes avec d’autres édifices civils tels que le château de Castelnou, de Collioure ou de celui des Rois de Majorque. 